# Drymotoxeres pucheranii
El picoguadaña grande (en Ecuador) (Drymotoxeres pucherani), también denominado guadañero cariblanco (en Colombia), pico-guadaña grande (en Perú) o picapalo grande, es una especie de ave paseriforme de la familia Furnariidae, subfamilia Dendrocolaptinae, la única perteneciente al género Drymotoxeres, anteriormente asignada al género Campylorhamphus. Es nativa de los Andes tropicales en América del Sur.

## Distribución y hábitat
Se distribuye localmente a lo largo de Andes tropicales desde el centro y sur de Colombia (en el oeste principalmente en la ladera occidental en Valle y Cauca, también en el alto valle del Magdalena en el oeste de Huila, y a lo largo de los Andes orientales hacia el sur desde Boyacá) hacia el sur en la pendiente occidental hasta el noroeste de Ecuador (al sur hasta Pichincha) y a lo largo de la pendiente oriental hasta el sureste de Perú (al sur hasta Cuzco).
Es considerada una especie rara y local en su hábitat natural: el interior de las selvas húmedas montanas, bosques nublados, bosques enanos y sus bordes, entre 900 y 3250 metros de altitud, mayormente por arriba de los 2000 metros.

## Estado de conservación
El picoguadaña grande ha sido calificado como casi amenazado por la Unión Internacional para la Conservación de la Naturaleza (IUCN) debido a que su fragmentada distribución geográfica y su población, todavía no cuantificada, se presumen estar en disminución como resultado de la continua pérdida de hábitat.

## Descripción
Mide de 24 a 30 cm de longitud y pesa entre 63 a 78g, es el mayor y de cuerpo más robusto de los picoguadañas. El pico es muy curvado, color cuerno rosado con base negruzca y tiene 6 a 6,5 cm de largo. El plumaje es castaño rojizo, presenta lista superciliar y franja malar blancas y finas y delgadas rayas color ante sobre la cabeza y en el cuello; las alas y la cola son rojizas rufas. Sus dedos y uñas son inusualmente largos, lo que se ha interpretado como una adaptación a trepar troncos cubiertos de musgo.

## Comportamiento
Es un ave muy poco conocida. En general se encuentran individuos solitarios, pero también ha sido visto en grandes bandadas mixtas. Trepa troncos verticales y ramas como otros Dendrocolaptini.

### Alimentación
Su dieta es poco conocida, se presume que consista básicamente de artrópodos. En su estómago se encontraron pequeños gorgojos comunes en bananeras frecuentadas por el ave.

### Vocalización
El canto, bastande débil y nasal, es un ascendiente «ii-ii--ii-ii-énh» muy diferente de otros picoguadañas.

## Sistemática

### Descripción original
La especie D. pucheranii fue descrita por primera vez por el naturalista francés Frédéric de Lafresnaye en 1849 bajo el nombre científico Xiphorhynchus pucheranii; su localidad tipo es: «Santa Fe de Bogotá, Colombia». Anteriormente se atribuyó la autoría a Marc Athanase Parfait Œillet Des Murs, pero en realidad, la descripción es hecha por Lafresnaye en el libro de Des Murs Iconographie ornithologique. También fue llamado de pucherani pero prevalece la denominación original.

### Etimología
El nombre genérico masculino «Drymotoxeres» se compone de las palabras del griego « δρυμος drumos»: bosque, y «τοξηρης toxērēs»: armado con un arco; en referencia al hábitat y al distintivo pico arqueado. y el nombre de la especie «pucheranii», conmemora al zoólogo y explorador francés Jacques Pucheran (1817–1894).

### Taxonomía
Tradicionalmente esta especie era incluida en el género Campylorhamphus, conocida como Campylorhamphus pucherani, pero el estudio de las relaciones filogenéticas basado en secuencias de ADN y características morfológicas demostró que no forma parte de Campylorhamphus sino que se encuentra más cercanamente emparentado con Drymornis bridgesii. Dada las importantes diferencias comportamentales y morfológicas con D. bridgesii, se estableció el nuevo género Drymotoxeres Claramunt et al., 2010, para D. pucheranii. Dentro de las poblaciones de D. pucheranii, las diferencias de tamaño, de sombras de rufo en las partes inferiores, y de extensión del estriado en el dorso y vientre, aparentemente se deben a variaciones individuales y no geográficas. Es monotípica.